# Schiffe unter Segeln
Schiffe unter Segeln ist ein Kinderbuch von Karl-Heinz Wieland, das von ihm geschrieben und illustriert wurde. Die Idee stammt von Alfred Könner.
Das Buch erschien 1981 in der ersten Auflage im Altberliner Verlag in der Schlüsselbuch-Reihe.

## Inhalt
In dem Buch wird die Segelschifffahrt in den verschiedenen Epochen vorgestellt. Dabei werden sechs Segelschiffstypen zum Teil anhand bekannter Einzelschiffe beschrieben.
Auf den beiden Buchdeckelinnenseiten werden die einzelnen Masten und Segel der Schiffstypen erläutert. Auf sechs illustrierten Doppelseiten werden die Trieren, Drachenboote der Wikinger und Koggen dargestellt. Bei den Einzelschiffen handelt es sich um die Schiffe des Christoph Kolumbus (Santa Maria, Pinta und Niña) bei ihrer Landung in Guanahani, die Golden Hinde von Francis Drake sowie die Klipper Ariel und Taeping beim Großen Tee-Rennen von 1866. Die jeweiligen Szenen werden kurz erläutert.
Auf die illustrierten Doppelseiten folgt jeweils eine Doppelseite, auf der mit kleinen Bildern das Thema weitergehend vorgestellt wird. Es werden die jeweiligen Anker, Schiffsquerschnitte und Bewaffnungen der Schiffe gezeigt. Zusätzlich werden Themen wie Piraterie, Aberglaube in der Schifffahrt und Tätowierungen sowie Seemannsknoten vorgestellt.